# Eugenio Tamayo
Eugenio Secundino Tamayo Muñiz (Gijón, 26 de octubre de 1891-San Sebastián, 1972) fue un pintor español, discípulo de José Uría. 

## Biografía
Aunque nació en Gijón, pasó casi toda su vida en Oviedo (Asturias), donde se dedicó a la enseñanza y a la pintura. En esa ciudad ejerció la docencia en el Instituto de Segunda Enseñanza Alfonso II —a partir de 1934, llegando a ser catedrático numerario—, y en la Escuela de Artes y Oficios —desde 1932 hasta su jubilación en 1961—, así como en sus propios talleres —entre sus alumnos figuran Jorge Valdés Leal, Pepa Osorio, Vicente Santarua, Maruja Moutas o Amparo Cores—.
En 1908 se trasladó a Madrid para estudiar en la Escuela Especial de Pintura, Escultura y Grabado; gracias a una beca de la Diputación Provincial, retornó a Madrid para continuar sus estudios y allí trabajó como escenógrafo de teatro en la compañía María Guerrero. Aunque no era muy dado a las exposiciones, su primera muestra individual fue en 1910, en el Bazar Masaveu, de Oviedo; en 1916 participó en la Primera Exposición de Artistas Asturianos, celebrada en la Universidad de Oviedo. En 1920 expuso su obra junto a la de Crisanto Santamaría, fue durante esos años cuando practicó su tarea como ilustrador gráfico, labor que nunca abandonaría. Para Villa Pastur, pertenece a la segunda generación de pintores asturianos del siglo XX.

## Obra
Tamayo conocía todos los secretos del arte de la pintura y tenía una amplia preparación cultural —fue miembro de la tertulia «La Claraboya»—. Su pintura se caracteriza por un excelente dibujo de tendencia académica y la utilización de una corta paleta de color —era muy dado al uso del temple—, en cierto modo de inclinación impresionista. Esto se puede apreciar en una mancha vigorosa, cargada de materia y cerca del abocetamiento, alejándose de un análisis más exacto del motivo, los cuales solían ser paisajes de pequeño tamaño—montañas, valles, costas, industria, minería…—, siempre sacados del natural, aunque no fue reacio a representar el cuerpo humano, sobre todo en sus dibujos y acuarelas.
Junto a Francisco Casariego, Tamayo es sin duda el maestro de lo que se podría llamar la «escuela paisajística de Oviedo».